# Districtul Békés
Békés (în maghiară Békési járás) este un district în județul Békés, Ungaria.
Districtul are o suprafață de 525,24 km2 și o populație de 37.259 locuitori (2013).